# Fawzi Moussouni
Fawzi Moussouni (en arabe : فوزي موسوني), né le 8 avril 1972 à Alger, était un footballeur international algérien qui évoluait au poste d'attaquant.devenu entraîneur. Il est l'entraîneur du MO Béjaïa depuis 2022
Il compte 10 sélections en équipe nationale entre 1998 et 2000.

## Biographie

### Carrière en club
- 1990-1992 USM Alger
- 1992-1993 CR Belcourt
- 1994-2001 JS Kabylie
- 2001-2002 US Creteil
- 2002-2003 NA Hussein Dey
- 2003-2005 JS El Biar
- 2005-2005 JS Kabylie
- 2005-2008 OMR El Annasser
- 2008-2009 USM Bel-Abbès
- 2009-2010. USO Amizour
- 2010-2011 Olympique Tizi-Rached

## Palmarès

### En Club
- Vainqueur de la Coupe d'Afrique des vainqueurs de coupe en 1995 avec la JS Kabylie.
- Vainqueur de la Coupe de la CAF en 2000 avec la JS Kabylie.
- Vainqueur de la Coupe d'Algérie en 1994 avec la JS Kabylie.
- Vainqueur du Championnat d'Algérie en 1995 avec la JS Kabylie.

### En sélection
- Médaillé d'argent aux Jeux Méditerranéens de 1993 en Languedoc-Roussillon